# Аграрна политика у Краљевини Југославији

## Услови у Југославији после Првог светског рата
У Краљевину СХС/Југославију ушла је Србија (Северна Србија - подручје преткумановске Србије, увећано крајевима добијеним од Бугарске Нејским уговором 1919 и Јужна Србија - подручје припојено у балканским ратовима) као област у чијем се једном делу још увек постојали феудални односи, али и као област са највише сеоског становништва од свих делова заједничке државе - чак 79,92%. У њој је 1931. било 689.498 пољопривредних газдинстава, од којих је поседом до 2 хектара располагало 27,30%, а поседом 2 до 5 хектара 36,84% газдинства.
У Краљевини СХС/Југославији било је веома тешко спроводити конзистенту аграрну политику будућида је обухватала подручја која су се развијала под различитим економским и политичким условима, због чега су била на различитом ступњу развоја привреде, посебно пољопривреде. Општа аграрна политика није унапређењу пољопривреде посвећивала одговарајућу пажњу иако је она била главна привредна грана, од које је живело више од три четвртинестановништва икоја је у националном дохотку и укупном извозу учествовала са преко 50%. 
Пољопривреда није имала одговарајућу техничку базу због веома скромне индустрије за производњу пољопривредних машина у справа у још скромније производње вештачких ђубрива и заштитних средстава. За скоро све време Краљевине Југославије њена пољопривредна прерађивачка индустрија је, и поред изузетних услова за развој - стагнирала. Са неразвијеном пољопривредом цела држава, а посебно Србија, била је сировинска база пољпривредно-прерађивачке индустрије привредно развијених европских земаља. Из њих је она увозила пољопривредне машине, оруђа и разна друга средства потреба за пољоприврдну производњу, чија је примена, иначе, веома споро напредовала.
Као подручје са великим бројем пољопривредних газдинстава, у Србији се, више него у осталим покрајинама, аграрна политика заснивала на развоју пољопривреде кроз сеоска газдинства, као основне организационо-произвођачке јединице. Због преовлађивања газдинстава са малим и ситним поседом у Краљевини Југославији, а у Србији посебно, постојала је изразита аграрна пренасељеност која је, због неразвијене индустрије и других привредних грана, стварала вишак јефтине радне снаге. Он је био толико изражен да је у пољопривреди често било економичније користити јефтину радну снагу, него набављати скупе пољопривредне машине и оруђе, па чак и радну стоку. То је свакако успоравало напредак пољопривреде, на шта су додатно утицали и:
- агротехничка заосталост
- нестабилно тржиште
- недостатак јефтиног пољопривредног кредита
- запостављеност пољопривреде у привредном систему заједничке државе

## Нова аграрна политика
Иако је из пољопривреде пристизао већи део укупног националног дохотка, држава је мало пажње посвећивала њеном унапређењу. Министарство пољопривреде и влада дуго нису имали разрађен план развитка пољопривреде, праћен одговарајућим економским мерама. Све до доношења јединственог Закона за унапређивање пољопривреде 1929. углавном су само прихватане и оснаживане мере и прописи који су важили у појединим покрајинама пре стварања заједничке државе.

## Стање пољопривреде пред Други светски рат
Али, ни после доношења овог закона није следило доследно спровођење одговарајућих аграрно-политчких мера ради унапређивања пољопривреде. Није вршена мелиорација ширих подручја, нити систематска одбрана од поплава, комасација је остала скоро непозната, као и организована акција заштите од биљних и сточних болести. Нису чак потпуно и доследно спровођене ни аграрно-политичке мере општег значаја, попут аграрне реформе и колонизације, раздужења сељаштва и кредитирања пољопривреде, а у Србији још и привредна обнова од материјалне катастрофе у Првом светском рату, умногоме и зато што је сељаштвоизиграно у досуђивању и исплати ратне штете.
Због непотпуног и недоследног примењивања аграрно-политичких мера, али и веома тешких последица материјалног разарања у Првом светском рату, као и светске привредне кризе, подручје Србије, разбијено на пет бановина, ушло је у Други светски рат са изразито екстензивном пољопривредом, са недовољно рашчишћеним аграрним односима у Јужној Србији, веома ниском општом и пољопривредном просвећеношћу широких народних слојева, презадуженим сељаштвом и многим другим проблемима. Ти проблеми су у Другом свестком рату само увећани поновним страховитим материјалним разарањем и огромним људским жртвама, и то радно најспосбнијег дела нације.